# Danh sách câu lạc bộ bóng đá ở Barbados
Đây là danh sách các câu lạc bộ bóng đá ở Barbados.

## Digicel Premier Division
- Barbados Defense Force SC
- First Call Brittons Hill
- Silk Soy Beverly Hills – Xuống hạng
- Carib Eden Stars
- Claytons Kola Tonic Notre Dame
- Caribsurf Paradise – Xuống hạng
- Tropical Laundries Pride of Gall Hill
- Tudor Bridge
- Ajax Construction Silver Sands
- Arawak Cement Youth Milan
- UWI Blackbirds

## Division 1
- Avis Pharmacy Haynesville
- Benfica
- BGI Insurance Lodge Road
- Chickmont Foods Fairy Valley
- Ellerton
- Families First St. John Sonnets
- Mackeson Oxley
- Maxwell
- Michael Lashley Clarkes Hill
- Pinelands
- Pizza Man Doc Sunrisae
- Ricky's Driving School Haggatt Hall
- Travel House Oxley
- Valrico Technico
- WIBISCO Hillaby

## Cave Shepherd Division 2

### Edwin Harding Zone
- Covenant Life Martinique
- Crusaders
- Families First St. John Sonnets
- Gatorade Villa United
- Hothersal Turning United
- Ivy Rovers
- Parish Land
- Restoration Ministries
- Savivas Christian Club
- Sea Freight (Barbados) Agencies Police

### Carlos Griffith Zone
- Arawak Cement Youth Milan II
- Blackspurs
- Carlton
- Claytons Kola Tonic Notre Dame
- Cosmos
- Deacons
- Exactly Unified
- Grazettes
- Jackson
- Lazio
- Roam

### Lambert Thomas Zone
- Ajax Construction Silver Sands II
- Arawak Cement Youth Milan II
- Barbados Defence Force
- Beverley Hills
- Carib Eden Stars
- Caribsurf Paradise
- Claytons Kola Tonic Notre Dame
- First Call Brittons Hill
- PCW Pinelands
- Tropical Laundries Pride of Gall Hill
- Tudor Bridge

## Arawak Cement Division 3

### Concrete Road Zone
- ATC Soccer Academy
- Barbados Fire Service
- Belfield
- Exactly Unified II
- Greens United
- Hothersal Turning
- Stag Haggatt Hall
- Station Hill
- Travel House Empire 'A'
- Travel House Empire 'B'

### White Topping Zone
- Austin Husbands Phoenix
- Bagatelle FC
- Diamondshire Football Club
- Jackson II
- Orange Hill
- Pizza Man Doc Sunrise II
- Trents
- Wavell United
- WIBISCO Hillaby II

### Slaked Lime Zone
- Barbados Youth Service
- Benfica
- BGI Insurance Lodge Road
- Caribsurf Paradise
- Dayrell's Road
- Maxwell II
- Michael Lashley Clarkes Hill
- Wanderers